# Pleasant Valley (Virginia Occidental)
Pleasant Valley es una ciudad ubicada en el condado de Marion, Virginia Occidental, Estados Unidos. Tiene una población estimada, a mediados de 2022, de 3484 habitantes.

## Geografía
La localidad está ubicada en las coordenadas 39°27′11″N 80°9′19″O / 39.45306, -80.15528. Según la Oficina del Censo de los Estados Unidos, tiene una superficie total de 8.82 km², de la cual 8.37 km² corresponden a tierra firme y 0.45 km² están cubiertos de agua.

## Demografía
Según el censo de 2020, en ese momento había 3498 personas residiendo en la localidad. La densidad de población era de 417.92 hab./km². El 89.82% de los habitantes eran blancos, el 2.83% eran afroamericanos, el 0.60% eran amerindios, el 0.34% eran asiáticos, el 0.06% eran isleños del Pacífico, el 0.31% eran de otras razas y el 6.03% eran de otras razas. Del total de la población, el 1.23% eran hispanos o latinos de cualquier raza.